# Південноголландський діалект
Південноголландський діалект (нід. Zuid-Hollands) — це головний субдіалект голландського діалекту нідерландської мови, яким з давніх часів розмовляли майже в усій провінції Південна Голландія з південною смугою Північної Голландії та частиною Утрехта. Цей діалект розпадається на велику кількість піддіалектів, з яких, ймовірно, найвідоміші амстердамський, роттердамський та гаазький. Південноголландський відрізняється від більшості північноголландських діалектів тим, що в ньому немає чіткого фризького субстрату. З усіх голландських діалектів південнонідерландський зробив найбільший внесок у нідерландську літературну мову.